# Liberalizzazione del mercato del gas in Italia
La liberalizzazione del mercato del gas in Italia costituisce uno dei momenti topici delle privatizzazioni in Italia.
Di conseguenza, a partire dal 1º gennaio 2003 è formalmente possibile per ogni tipo di cliente - persona fisica o giuridica che acquista ed utilizza il gas per proprio consumo - scegliere il proprio fornitore di gas naturale.

## La struttura del mercato
Il Codice di Rete per il servizio di distribuzione gas (CRDG) - approvato dall'Autorità per l'energia elettrica e il gas con la delibera n. 108/06 - è lo strumento contrattuale con cui vengono regolati i rapporti tra le imprese che gestiscono gli impianti di distribuzione, le imprese di vendita e i grossisti che utilizzano l'impianto medesimo.
Le imprese di distribuzione sono tenute all'adozione di questo strumento per offrire in maniera neutrale e non discriminante il servizio di distribuzione alle imprese di vendita e ai grossisti.
La libertà di scelta del proprio fornitore - ovviamente vincolata al fatto che esistano più soggetti preposti alla vendita operanti nella zona di riferimento - è garantita dalla separazione formale tra diversi attori nel mercato del gas:
- Trasportatore: possiede/gestisce le infrastrutture per il trasporto del gas in alta pressione dal luogo di estrazione fino ai punti di immissione nella rete in bassa pressione.
- Grossista: è proprietario del gas all'interno dei gasdotti gestiti dal trasportatore.
- Distributore: è proprietario o più spesso gestore in concessione delle reti di distribuzione in media e bassa pressione (reti urbane).
- Società di vendita è proprietaria del gas nelle reti in bassa pressione gestite dal distributore e vende questo gas ai clienti finali.

In sintesi, dunque, esiste una netta separazione tra i gestori delle infrastrutture di trasporto e i soggetti preposti alla vendita del gas.

## Distribuzione e vendita
Per la liberalizzazione è fondamentale la distinzione tra distributore e società di vendita, in quanto un tempo il distributore e la società di vendita erano una entità unica e pertanto l'acquisto da parte dell'utente finale doveva necessariamente avvenire dal distributore operante nella sua zona, ora invece il distributore offre il servizio di distribuzione alle società di vendita che a loro volta vendono il gas ai clienti finali.
La tariffa applicata ai clienti finali è dunque composta da una quota relativa all'acquisto del gas vero e proprio e da una quota relativa al costo sostenuto dalla società di vendita per i servizi del distributore.
Le tariffe di distribuzione e vendita in Italia sono controllate dall'autorità per l'energia elettrica e il gas.

## Per i veicoli
Il decreto Bersani prevedeva che i distributori di nuova apertura, sia sulle strade urbane che sulle autostrade, fossero obbligati ad installare un impianto per l'erogazione di gas metano.
Alcune regioni hanno mantenuto tale obbligo per i punti di rifornimento che si trovano ad una certa distanza dalla rete di distribuzione del metano per le utenze residenziali, tali per cui gli oneri di allacciamento e di messa in posa di nuove tubazioni risultino contenuti

## Tempistiche
La liberalizzazione è un processo molto complesso e tuttora in corso. Esistono oggi in Italia molte società di vendita, alcune legate a gruppi storici del settore, altre nuove ed indipendenti. Il passaggio dalle società di vendita nate dai distributori storici a questi nuovi soggetti sta avvenendo gradualmente ma con numeri relativamente significativi per quanto riguarda i grossi clienti (impianti industriali, grande distribuzione, ...) che costituiscono ovviamente il target privilegiato dei nuovi soggetti che si affacciano sul mercato.